# 漢普郡學院
漢普郡學院（Hampshire College）是一間位於美國馬薩諸塞州阿默斯特的私立文理學院。它是五學院聯盟成員。

## 歷史

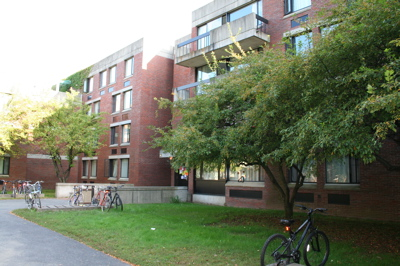
學校宿舍“Dakin House”

漢普郡學院的H標誌，該標誌是學校的象征之一，四種顏色代表五學院聯盟中的另外四所

漢普郡學院的理念是1958年阿默斯特学院，曼荷蓮學院、馬薩諸塞大學阿默斯特分校及史密斯學院校長提出的，當時的目的是提供一個研究文理學院今後如何發展的試驗田。1965年馬薩諸塞大學阿默斯特分校校友哈羅德·F·約翰遜捐出600萬美元用作漢普郡學院的建立資金，1970年第一批新生入學。
但實際該學院的資金來源一直都很匱乏，幾乎只靠學費來維持運轉。 21世紀初由於得到幾任校長的捐助，情況稍有改觀。
2004年4月1日，校長喬治·普林斯（Gregory Prince）卸任，當月5日，前加州大學伯克利分校文理學院院長拉爾夫·赫克斯特（Ralph Hexter）就任，使得漢普郡學院成為美國少數的擁有出櫃同性戀校長的高等教育機構。